# Престон, Маргарет
Маргарет Джанкин Престон (англ. Margaret Junkin Preston, 19 мая 1820, Милтон, Пенсильвания — 28 марта 1897, Балтимор, Мэриленд) — американская поэтесса и писательница.

## Биография
Она родилась в 1820 году в Милтоне, штат Пенсильвания, США. Её отцом был Джордж Джанкин, пресвитерианский священник и президент колледжа. Она выучила латынь и древнегреческий язык в возрасте двенадцати лет. Маргарет вышла замуж в 1857 году за майора Джона Томаса Льюиса Престона, профессора латыни в Военном институте Вирджинии. Её сестра Элинор (Элли) в 1853 году вышла замуж за Томаса «Стоунволл» Джексона, коллегу Престона по Институту. Майор Престон служил у Стоунволла Джексона во время Гражданской войны.
Она написала много томов прозы и стихов и опубликовала некоторые из своих произведений в журналах Southern Literary Messenger и Graham’s Magazine. Она также опубликовала несколько статей в журнале Harper’s Magazine. Роман Престон 1856 года «Сильвервуд» представляет собой тонкое исследование столкновения между традиционными ценностями чести и семьи и новой рыночной экономикой, охватившей Соединённые Штаты и долину Шенандоа. Престон помнят за то, что она поддерживала Конфедерацию в своих стихах, и неофициально она была известна как поэт-лауреат Конфедерации.
Она ослепла в конце 1880-х годов и умерла в Балтиморе в 1897 году.